# Момский национальный наслег
Момский национальный наслег — сельское поселение в Момском районе Якутии Российской Федерации.
Административный центр — село Хонуу.

## История
Статус и границы сельского поселения установлены Законом Республики Саха (Якутия) от 30 ноября 2004 года N 173-З N 353-III «Об установлении границ и о наделении статусом городского и сельского поселений муниципальных образований Республики Саха (Якутия)».

## Население
| 2002  | 2010  | 2011  | 2012  | 2013  | 2014  | 2015  |
| ----- | ----- | ----- | ----- | ----- | ----- | ----- |
| 2648  | ↘2607 | →2607 | ↘2569 | ↘2527 | ↘2468 | ↘2455 |
| 2016  | 2017  | 2018  | 2019  | 2020  | 2021  |       |
| ↘2394 | ↘2370 | →2370 | ↘2278 | ↗2290 | ↗2320 |       |

## Состав сельского поселения
| № | Населённый пункт | Тип населённого пункта       | Население |
| - | ---------------- | ---------------------------- | --------- |
| 1 | Суон-Тит         | посёлок                      | ↘90       |
| 2 | Хонуу            | село, административный центр | ↘2052     |